# Jaruplund Højskole
Jaruplund Højskole er en dansk folkehøjskole i Jaruplund syd for Flensborg i Sydslesvig. Den drives af Dansk Skoleforening for Sydslesvig e.V., der har hjemsted i Flensborg lige syd for den dansk-tyske grænse.

## Historie
Sydslesvigs første danske højskole, Aagaard Højskole, havde virket fra 1863 til sin lukning i 1889. Efter anden verdenskrig opstod der igen ønske om at genoprette en dansk højskole syd for grænsen og danske højskole- og landbrugskredse samlede midler ind til oprettelsen. Højskolen skulle oprindelig bygges i Sankelmark og der var allerede sikret en egnet grund ved Sankelmark Sø, men det blev forhindret af landråd og senere ministerpræsident Lübke under henvisning til, at området var fredet. Fra tysk side opførtes dog kort efter på samme sted Grenzakademie Sankelmark. Episoden illustrerer de nationale modsætninger i tiden efter anden verdenskrig. I stedet blev højskoleplanerne realiseret i Jaruplund, hvor Jaruplund Højskole i 1950 begyndte sin virksomhed. Undervisningen startede i barakker, der var genbrug fra den tyske flygtningelejr i Blåvand. Barakkerne blev afløst af en ny elevfløj omkring 1960, og i slutningen af 1980'erne blev det store auditorium ud mod søen opført. I 2014 afsluttedes en større udvidelse og ombygning, der bl.a. har gjort højskolen handikapvenlig.
Højskolen arbejder ud fra Grundtvigs ideer. Hovedopgaven er at formidle viden om regionens historie og den danske folkedel i Sydslesvig. Men der tilbydes også fag i drama, teater, kunsthåndværk, musik, litteratur, samfundsdebat og religion. Til de kreative fag råder højskolen over flere atelierer, studier og værksteder.

## Højskoleforstandere
- 1950-1954 Jørgen Holm Jessen (1913-2003)[3][4]
- 1954-1972 Niels Bøgh-Andersen (1908-1991)
- 1972-1979 Karl Andresen (1926-2004)
- 1979 0000 Arne Hyldkrog (1932-2001)[5]
- 1980-1994 Egon Rasmussen (1931-2003)
- 1994-2014 Dieter Paul Küssner (1941- )
- 2014-0000 Karsten B. Dressø (1956- )